# José Valle Armesto
José Valle Armesto (Negueira de Muñiz, Lugo 1870 - Gijón, Asturias, 1 de marzo de 1960) fue un inventor español, conocido por diseñar y patentar el primer abrelatas de bolsillo del mundo en 1906.

## Biografía
Nacido en la pequeña aldea de Vilaseca, que en aquel momento pertenecía al municipio de Fonsagrada, en el seno de una familia campesina humilde, emigró al igual que muchos gallegos contemporáneos a él en busca de mejores perspectivas económicas hacia Gijón, donde en aquel momento existía una floreciente industria y se desempeñó unos años conduciendo un camión.
Pasó unos años en Cuba, donde también se alistó en el ejército español y regresó unos años después a la ciudad asturiana, donde junto con un socio capitalista compró una nave industrial en el centro de la ciudad y en 1906 patentó un modelo de abrelatas conocido como "Explorador español" que se convertiría en el primer abrelatas de bolsillo, por su ligereza y versatilidad ya que permitía además de abrir latas, hacer lo propio con chapas de botellas o actuar como destornillador. Desde el principio le surgieron múltiples imitadores que fabricaban el producto aún sin tener el permiso, siendo llamativo el uso del mismo por parte de la marina de Estados Unidos.
José falleció en 1960 en Gijón, pasando a ocuparse su hija del negocio que sin embargo cerraría unos años después. La última vez que se renovó la patente en nombre de su creador fue en 1965, siendo dispensado en la actualidad por múltiples marcas comerciales.